# Cayuga (Oklahoma)
Cayuga és una concentració de població designada pel cens dels Estats Units a l'estat d'Oklahoma. Segons el cens del 2000 tenia 105 habitants.

## Demografia
Segons el cens del 2000, Cayuga tenia 105 habitants, 40 habitatges, i 30 famílies. La densitat de població era de 5,6 habitants per km².
Dels 40 habitatges en un 37,5% hi vivien nens de menys de 18 anys, en un 67,5% hi vivien parelles casades, en un 0% dones solteres, i en un 25% no eren unitats familiars. En el 25% dels habitatges hi vivien persones soles el 15% de les quals corresponia a persones de 65 anys o més que vivien soles. El nombre mitjà de persones vivint en cada habitatge era de 2,63 i el nombre mitjà de persones que vivien en cada família era de 3,13.
Per edats la població es repartia de la següent manera: un 30,5% tenia menys de 18 anys, un 5,7% entre 18 i 24, un 26,7% entre 25 i 44, un 29,5% de 45 a 60 i un 7,6% 65 anys o més.
L'edat mediana era de 38 anys. Per cada 100 dones de 18 o més anys hi havia 108,6 homes.
La renda mediana per habitatge era de 20.893 $ i la renda mediana per família de 32.083 $. Els homes tenien una renda mediana de 28.438 $ mentre que les dones 21.250 $. La renda per capita de la població era de 15.743 $. Entorn del 7,4% de les famílies i el 13,2% de la població estaven per davall del llindar de pobresa.

## Poblacions més properes
El següent diagrama mostra les poblacions més properes.